# ユヴェントスFC 1996-97シーズン
ユヴェントスFC 1996-97シーズンは、ユヴェントスFCの1996-97シーズンの成績と所属選手を詳述する。

## 概要
このシーズン、ファブリッツィオ・ラバネッリ、ジャンルカ・ヴィアッリ、ジャンカルロ・マロッキらを放出し、ジネディーヌ・ジダン、アレン・ボクシッチ、クリスティアン・ヴィエリ、パオロ・モンテーロらを補強した。
UEFAチャンピオンズリーグは決勝でボルシア・ドルトムントに1-3で敗れたが、リーグをも制しただけでなく、デル・ピエロの決勝ゴールでインターコンチネンタルカップを制し、UEFAスーパーカップではパリ・サンジェルマンを2戦合計9-2で破っての優勝を果たした。
また、このシーズンのリーグ第26節では、ユーゴヴィッチ、ヴィエリがそれぞれ2得点を決めるなど、ACミランを6-1という大差で破るという記録的な勝利もおさめた。

## 所属選手
- [7]

注：選手の国籍表記はFIFAの定めた代表資格ルールに基づく。
| No. | Pos. |            | 選手名                     |
| --- | ---- | ---------- | -------------------------- |
|     | GK   | イタリア   | アンジェロ・ペルッツィ     |
|     | GK   | イタリア   | ミケランジェロ・ランプッラ |
|     | GK   | イタリア   | ダヴィデ・ファルチオーニ   |
|     | DF   | ウルグアイ | パオロ・モンテーロ         |
|     | DF   | イタリア   | チロ・フェラーラ           |
|     | DF   | イタリア   | マルク・ユリアーノ         |
|     | DF   | イタリア   | モレノ・トリチェッリ       |
|     | DF   | ポルトガル | ディマス                   |
|     | DF   | イタリア   | セルジオ・ポリーニ         |
|     | DF   | イタリア   | ジャンルカ・ペッソット     |
|     | MF   | イタリア   | アッティリオ・ロンバルド   |
|     | MF   | フランス   | ディディエ・デシャン       |

| No. | Pos. |                | 選手名                       |
| --- | ---- | -------------- | ---------------------------- |
|     | MF   | ユーゴスラビア | ヴラディミル・ユーゴヴィッチ |
|     | MF   | フランス       | ジネディーヌ・ジダン         |
|     | MF   | イタリア       | アンジェロ・ディ・リービオ   |
|     | MF   | イタリア       | アントニオ・コンテ           |
|     | MF   | イタリア       | イヴァーノ・トロッタ         |
|     | MF   | イタリア       | ラファエーレ・アメトラーノ   |
|     | MF   | イタリア       | アレッシオ・タッキナルディ   |
|     | FW   | クロアチア     | アレン・ボクシッチ           |
|     | FW   | イタリア       | アレッサンドロ・デル・ピエロ |
|     | FW   | イタリア       | ニコラ・アモルーゾ           |
|     | FW   | イタリア       | ミケーレ・パドヴァーノ       |
|     | FW   | イタリア       | クリスティアン・ヴィエリ     |

## リーグ順位表
| 順 | チーム       | 試 | 勝 | 分 | 敗 | 得 | 失 | 差  | 点 |
| -- | ------------ | -- | -- | -- | -- | -- | -- | --- | -- |
| 1  | ユヴェントス | 34 | 17 | 14 | 3  | 51 | 24 | +27 | 65 |
| 2  | パルマ       | 34 | 18 | 9  | 7  | 41 | 26 | +15 | 63 |
| 3  | インテル     | 34 | 15 | 14 | 5  | 51 | 35 | +16 | 59 |
| 4  | ラツィオ     | 34 | 15 | 10 | 9  | 54 | 37 | +17 | 55 |
| 5  | ウディネーゼ | 34 | 15 | 9  | 10 | 53 | 41 | +12 | 54 |
| 6  | サンプドリア | 34 | 14 | 11 | 9  | 60 | 46 | +14 | 53 |

## インターコンチネンタルカップ
| 1996年11月26日 | ユヴェントス                      | 1–0 | CAリーベル・プレート | 東京                                              |
|                | アレッサンドロ・デル・ピエロ 81分 |     |                      | 競技場: 国立霞ヶ丘競技場陸上競技場 観客数: 48,305 |

## UEFAスーパーカップ
| 1997年1月15日 第1戦 | パリ・サンジェルマン | 1–6 | ユヴェントス | パリ                                        |
| 20:30               | ライー 53分 (pen.)   |     | セルジオ・ポリーニ 5分 · ミケーレ・パドヴァーノ 22分, 40分 · チロ・フェラーラ 36分 · アッティリオ・ロンバルド 83分 · ニコラ・アモルーゾ 89分 | 競技場: パルク・デ・プランス 観客数: 29,519 |

| 1997年2月5日 第2戦 | ユヴェントス                                                            | 3–1 (9–2 agg.) | パリ・サンジェルマン | パレルモ                                              |
|                    | アレッサンドロ・デル・ピエロ 36分, 70分 · クリスティアン・ヴィエリ 90分 |                | ライー 64分 (pen.)   | 競技場: スタディオ・レンツォ・バルベラ 観客数: 35,100 |

## チャンピオンズリーグ決勝
| 1997年5月28日 決勝     | ボルシア・ドルトムント                                        | 3–1 | ユヴェントス                      | ミュンヘン                                                  |
| 20:30 CEST (UTC+02:00) | カール＝ハインツ・リードレ 29分, 34分 · ラース・リッケン 71分 |     | アレッサンドロ・デル・ピエロ 65分 | 競技場: ミュンヘン・オリンピアシュタディオン 観客数: 59,000 |

## チーム内得点ランキング
公式戦通算
- アレッサンドロ・デル・ピエロ : 15得点
- クリスティアン・ヴィエリ : 14得点
- ミケーレ・パドヴァーノ : 11得点
- ニコラ・アモルーゾ : 10得点
- ジネディーヌ・ジダン : 7得点
- アレン・ボクシッチ : 7得点